# Authevernes
Authevernes is een gemeente in Frankrijk, in het oosten van Normandië. De gemeente telde 466 inwoners op 1 januari 2022.

## Geografie
De oppervlakte van Authevernes bedroeg op 1 januari 2022 8,15 vierkante kilometer; de bevolkingsdichtheid was toen 57,2 inwoners per km².

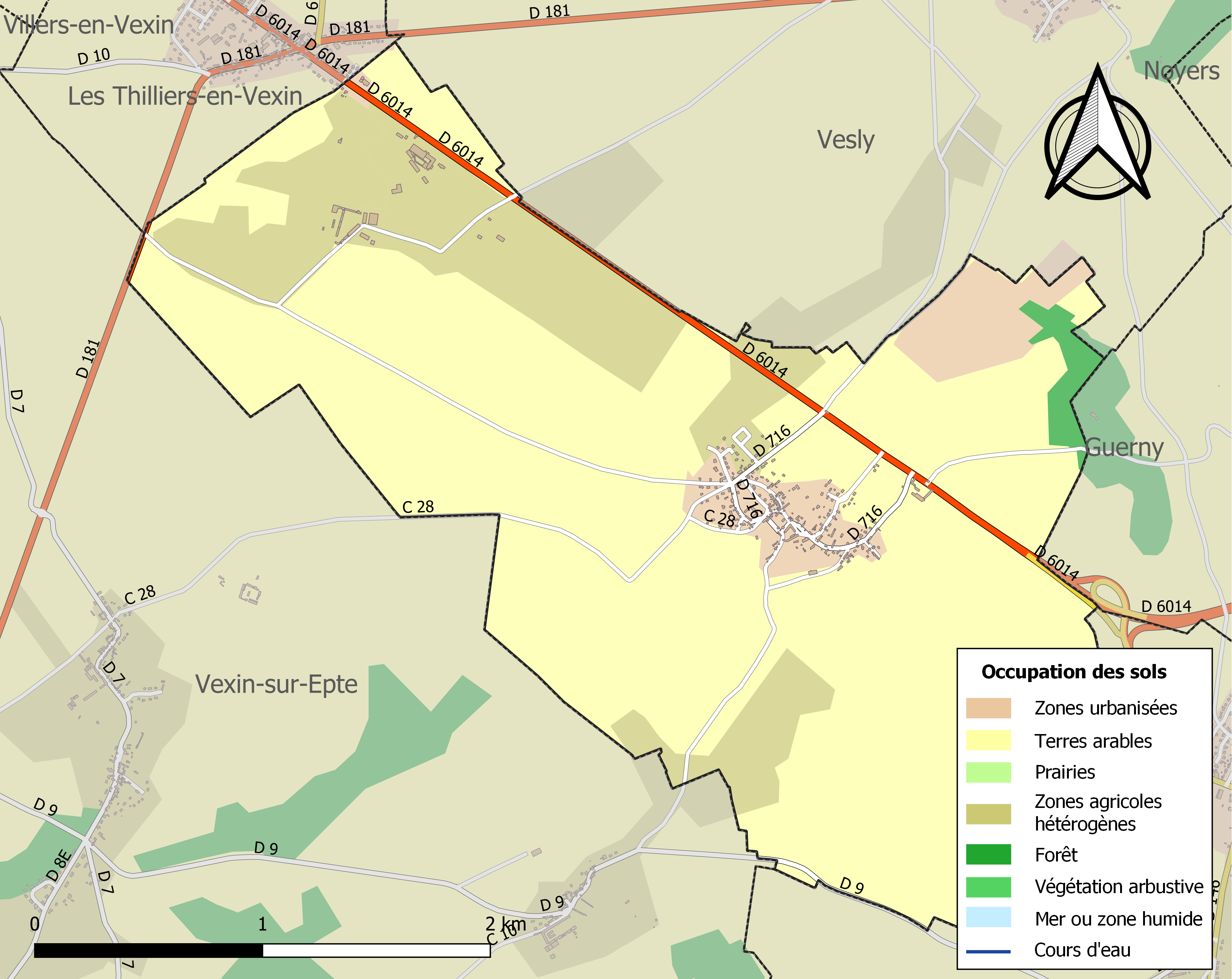
Kaart van de gemeente met belangrijkste infrastructuur, bodemgebruik en omliggende gemeenten

## Demografie
Onderstaande figuur toont het verloop van het inwonertal, bron: INSEE-tellingen. 

## Websites
- (fr) Informatie over Authevernes
- (fr)  Statistische informatie op de website van INSEE